# Миндорски плодояден гълъб
Миндорският плодояден гълъб (Ducula mindorensis) е вид птица от семейство Гълъбови (Columbidae). Видът е застрашен от изчезване.

## Разпространение и местообитание
Разпространен е във Филипините.